# Perplexity AI
Perplexity AI je americká technologická společnost a vyhledávač založený na umělé inteligenci, který kombinuje schopnosti konverzačního asistenta s aktuálním vyhledáváním na webu. Uživatelům poskytuje přímé odpovědi na dotazy spolu s odkazy na zdroje, čímž se odlišuje od tradičních vyhledávačů, které nabízejí pouze seznam odkazů.

## Historie
Společnost byla založena v srpnu 2022 v San Franciscu čtveřicí inženýrů: Aravindem Srinivasem (dříve OpenAI), Andym Konwinskim (Databricks), Denisem Yaratsem (Meta) a Johnnym Ho (Quora).
První produkt společnosti, nazvaný „Ask“, byl spuštěn v prosinci 2022.
Společnost získala významné investice od osobností a firem jako Jeff Bezos, Nvidia, Bessemer Venture Partners a dalších. V roce 2024 dosáhla hodnota společnosti 3 miliard dolarů.

## Funkce
Perplexity AI využívá velké jazykové modely (LLM) k pochopení dotazů a následnému vyhledání aktuálních informací z internetu. Odpovědi jsou prezentovány ve formě souvislého textu s odkazy na použité zdroje.
Mezi hlavní funkce patří:
- Pro Search – pokročilé vyhledávání s možností hlubšího zkoumání témat.[4]
- Perplexity Pages – nástroj pro tvorbu sdílených výzkumných stránek.[5][6]
- Asistent pro Android – aplikace umožňující hlasové ovládání a integraci s dalšími službami.

## Porovnání s konkurencí
Perplexity AI je často porovnávána s dalšími nástroji využívajícími umělou inteligenci, především s klasickým vyhledávačem Google, chatbotem ChatGPT od OpenAI a platformou You.com.
- Google je dominantní vyhledávač na trhu, který nabízí seznam odkazů jako výsledek dotazu. Oproti tomu Perplexity AI poskytuje přímé shrnutí odpovědí v přirozeném jazyce včetně zdrojů. Google však nadále nabízí širší pole služeb a nástrojů.[7]
- ChatGPT od OpenAI je konverzační AI, která v minulosti neměla přímý přístup k internetu, ale od roku 2023 je tato schopnost dostupná prostřednictvím funkce „Browse with Bing“ a od října 2024 i přes vlastní nástroj ChatGPT Search. Perplexity AI se však odlišuje tím, že je od počátku koncipována jako vyhledávací nástroj s důrazem na citace a aktuální informace.[8]
- You.com je podobně jako Perplexity AI vyhledávač využívající AI, ale zaměřuje se více na vizuální a modulární prezentaci výsledků. Perplexity klade větší důraz na srozumitelnost a stručnost odpovědí.[9]

Každá z těchto platforem má jiné silné stránky. Perplexity AI si získává oblibu zejména mezi uživateli, kteří hledají rychlé, ověřené a čitelné odpovědi s citacemi.